# Lytkarino
Lytkarino (en russe : Лыткарино) est une ville de l'oblast de Moscou, en Russie. Sa population s'élevait à 57 565 habitants en 2017.

## Géographie
Lytkarino est située sur la rive gauche de la Moskva, à 30 km au sud-est de Moscou.

## Histoire
Fondé dans la première moitié du XVe siècle, Lytkarino accéda au statut de commune urbaine en 1938 et à celui de ville en 1957. Dans les années 1930, une usine de verre optique y fut mise en service ; c'est aujourd'hui l'entreprise LZOS. Lytkarino est devenue une cité scientifique, qui compte des instituts de recherche sur les moteurs d'avion et en microélectronique, ainsi qu'un bureau de conception de génie mécanique.

## Population
Recensements (*) ou estimations de la population
| 1926* | 1939* | 1959*  | 1970*  | 1979*  | 1989*  |
| ----- | ----- | ------ | ------ | ------ | ------ |
| 764   | 6 366 | 25 145 | 39 144 | 46 889 | 50 968 |

| 2002*  | 2010*  | 2014   | 2015   | 2016   | 2017   |
| ------ | ------ | ------ | ------ | ------ | ------ |
| 50 798 | 55 237 | 56 050 | 56 360 | 57 076 | 57 565 |

## Économie
La principale entreprise de Lytkarino est la société OAO Lytkarinski Zavod Optitcheskogo Stekla, en abrégé LZOS (en russe : ОАО "Лыткаринский завод оптического стекла"), qui fabrique depuis 1939 du verre optique et des instruments d'optique (télescopes, binoculaires, etc.) 
On trouve également à Lytkarino un établissement du motoriste NPO Saturn, une usine de matériaux de construction et des industries légères.

## Personnalités liées à la commune
- Marguerite de Weyer, épouse Zotov, née v. 1785 - décédée en 1820 avait hérité de Lytkarino au décès de son époux. Elle était la fille du vice-consul de France à Moscou (expulsé en 1793 sur ordre de Catherine II). Les autres propriétaires étaient Piotr Egorovitch Pachkov et Patrik Patrikievitch Kildichev. Vers 1800 le village comptait moins de 500 âmes.